# Les Recettes du bonheur (bande originale)
Albums de A. R. Rahman
Lekar Hum Deewana Dil
(2014) Kaaviya Thalaivan
(2014)
Les Recettes du bonheur (en anglais : The Hundred-Foot Journey) est la bande originale du film homonyme réalisé par Lasse Hallström. La bande originale est sortie sous le label Hollywood Records le 12 août 2014. La musique originale est essentiellement écrite et composée par Allah Rakha Rahman.

## Développement

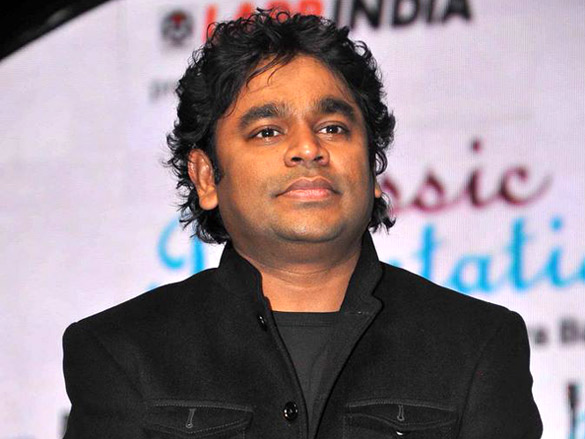
A. R. Rahman, ici à la des Filmfare Awards, compose la bande originale du film.

En décembre 2013, un communiqué de presse du New York Times confirme que A. R. Rahman compose la musique du film. Il commence à l'écrire après la fin du tournage du film, qu'il trouve très plaisant. Après avoir vu la première coupure, il compose pendant un mois et demi. Il déclare que la partie indienne de la partition est écrite pour sitar, sarod et santoor. Selon lui, la partition n'est pas la première chose à faire, il veut d'abord tisser le scénario dans un thème sans début et sans fin. Ainsi, la bande originale est composée d'une manière particulière, où sont confrontées des sonorités indiennes et françaises. La distinction est fortement mise en évidence à travers la musique, lors de la séquence où les deux cuisines concurrentes travaillent en parallèle. A. R. Rahman déclare que la composition a des « sensibilités de la musique classique ». Le réalisateur et le compositeur travaillent ensemble, communiquent via Skype alors que Rahman est à Los Angeles en train de finir Million Dollar Arm et Lasse Hallström en plein tournage du film en France. Rahman enrôle le compositeur indien Gulzar pour la chanson Afreen écrite en hindi et en ourdou. Grâce à ce morceau, les principaux thèmes de la bande originale sont élaborés. En juillet 2014, la chanteuse Alka Yagnik enregistre ses pistes, qualifiées « d'extrêmement mélodieuses ». Le chanteur Nakash Aziz, à travers le morceau Afreen, et Alka Yagnik commencent leur carrière de playback à Hollywood grâce à la bande originale. Le réalisateur du film écrit à la fin de la partition finale qu'elle est « intensément personnelle et originale ». Dans une interview au Indiewire, Lasse Hallström dit que le mixage des sons et des langues donne une partition hybride savoureuse.
La bande originale sort sous le label Hollywood Records le 12 août 2014.

## Pistes
Les pistes sont sorties le 1er août 2014 sur Amazon.com.
The Hundred-Foot Journey (Original Motion Picture Soundtrack)
Toute la musique est composée par A. R. Rahman.
| 1.    | Hassan Learns French Cooking                      | A. R. Rahman                    | 6:10 |
| 2.    | The Village of Saint Antonin                      | A. R. Rahman                    | 4:02 |
| 3.    | New Beginnings                                    | A. R. Rahman                    | 4:40 |
| 4.    | Vintage Recipe                                    | A. R. Rahman                    | 2:06 |
| 5.    | Mr. Kadam                                         | A. R. Rahman                    | 1:55 |
| 6.    | The Clash                                         | A. R. Rahman                    | 1:44 |
| 7.    | Destiny, Fire, War                                | A. R. Rahman                    | 5:40 |
| 8.    | The Gift                                          | A. R. Rahman                    | 3:08 |
| 9.    | You Complete Me                                   | A. R. Rahman                    | 4:39 |
| 10.   | Alone in Paris                                    | A. R. Rahman                    | 3:11 |
| 11.   | India Calling                                     | A. R. Rahman                    | 4:34 |
| 12.   | Reunion                                           | A. R. Rahman                    | 1:25 |
| 13.   | End Credits Suite                                 | A. R. Rahman                    | 2:36 |
| 14.   | My Mind Is a Stranger Without You                 | Solange Merdinian, A. R. Rahman | 4:18 |
| 15.   | A La Hassan de Paris                              | A. R. Rahman                    | 4:05 |
| 16.   | Afreen (feat. Nakash Aziz, KM Music Conservatory) | Gulzar, A. R. Rahman            | 4:05 |
| 58:18 |                                                   |                                 |      |

The Hundred-Foot Journey (Music from the Motion Picture)
| No  | Titre                                                                                                  | Auteur(s)                      | Durée |
| --- | --- | ------------------------------ | ----- |
| 1.  | Bahon Mein Teri (feat. Lata Mangeshkar, Mohammed Rafi)                                                 | Rajesh Roshan, Sahir Ludhianvi | 4:15  |
| 2.  | Sar Se Sarke (feat. Lata Mangeshkar, Kishor Kumar)                                                     | Hasan Kamaal, Shiv-Hari        | 5:13  |
| 3.  | Din Maheene Saal Gujarte (feat. Lata Mangeshkar, Kishor Kumar)                                         | Anand Bakshi, Pyarelal Sharma  | 6:26  |
| 4.  | String Quartet No. 16 (interprétée par Joanna Maurer, Suzanne Ornstein, Shmuel Katz et Alan Stepansky) | Wolfgang Amadeus Mozart        | —     |
| 5.  | Cafe D'Etoile (feat. Gil Goldstein, Peter Calo et Zev Katz)                                            | A. R. Rahman, Teese Gohl       | —     |
| 6.  | La Marseillaise (interprétée par le Slovak Radio Symphony Orchestra dirigé par Peter Breiner)          | Claude Joseph Rouget de Lisle  | —     |
| 7.  | Fly A Kite                                                                                             | Alberto Iglesias               | 4:27  |
| 8.  | La Vie en rose (feat. Madeleine Peyroux)                                                               | Louiguy, Édith Piaf            | 3:05  |
| 9.  | Red Carpet (feat. Figure et Groove)                                                                    | Hooper & Quin                  | 1:04  |
| 10. | L'Amour des Vieux (Gil Goldstein, Peter Calo et Zev Katz)                                              | A. R. Rahman, Teese Gohl       | —     |
| 11. | Hier encore                                                                                            | Charles Aznavour               | 2:22  |

## Crédits
Source : Hollywood.com
- A. R. Rahman - Compositeur, producteur

Voix et instruments
- Gaayatri Kaundinya, Shalini Laksmi - Voix
- Prasanna, Peter Calo, George Doering -  Guitare
- Matt Dunkley - Chef d'orchestre
- Henry Hey - Piano
- Chinna Prasad - Tabla
- Naveen Kumar -	Flûte
- Asad Khan - Sitar

Équipe technique
- Barbara Harris	 - Casting voix
- Tony Finno - Préparatifs musicaux
- Ishaan Chhabra	- Programmation
- Suresh Permal - Partitions additionnelles
- E Gedney Webb - Séquenceur musical, superviseur musical
- Jon Mooney - Séquenceur musical, programmeur

Assistance technique
- Sandy Park - Chef d'orchestre
- Fred Sladkey - Assistant mixage
- Theotime Pardon, Vishakha Bokil - Assistant son
- Maegan Hayward	- Coordinateur mixage

Partitions
- Joel Scheuneman
- Halsey Quemere
- Casey Porter
- Samuel Mollisi
- Darren Moore
- Richard Hill
- Taylor Fuchs
- Clinton Moore
- Sheldon Yellowhair